# Лутарий
Лутарий (Lutarius; Λουτούριος, Lutarius) е вожд на келтското племе трокми.
През 279 /278 пр.н.е. той участва в похода на Брен и Акихорий по време на Галското нашествие на Балканите в Македония и Гърция.
Докато Брен тръгва към Македония, той се отделя в Дардания заедно с толистобоите с вожд Леонорий. Минават с 20 000 души, половината бойци, през Тракия. Тяхната цел е територията около Византион, където келтите се и заселват. Тук заедно с тектосагите стават през 278 пр.н.е. съюзници на Никомед I (цар на Витиния).
Лутарий и Леонорий пресичат Хелеспонт и отиват в Мала Азия. След като са освободени от Никомед трокмите на Лутарий започват да грабят на Хелеспонт.
Антиох I напада келтите, побеждава ги в слонската битка от 275 пр.н.е. и им дава постоянно местожителство в областта наречена на тях Галатия, където създават свои царства.
Трокмите се заселват около Тавиум, толистобоите в Гордион и Песин, тектосагите в Анкира.